# 2019 GC6
2019 GC6 — потенційно небезпечний астероїд на орбіті біля Землі навколо Сонця. Астероїд був виявлений NASA в рамках програми Каталінський огляд 9 квітня 2019 року, за кілька днів до того, як він зробив свій перший прохід через космічний простір на відстані 136 000 км, приблизно половинної середньої відстані від Землі до Місяця.